# دیتر گروئن
دیتر گروئن (انگلیسی: Dieter Gruen؛ زاده ) یک شیمی‌دان است.